# گورنیه پودوناولیه
گورنیه پودوناولیه (به لاتین: Gornje Podunavlje) یک منطقه حفاظت‌شده در صربستان است که در استان خودمختار وویوودینا واقع شده‌است.